# Szobonya Zoltán
Szobonya Zoltán (Jánoshalma, 1909. november 7. – Kecskemét, 1958. szeptember 29.) magyar ügyvéd, az 1956-os forradalom mártírja. A jánoshalmi és mélykúti forradalmat vezette, a polgári demokráciáért küzdött, de politikai ellenfeleit is megvédte. 1958. szeptember 29-én Kecskeméten kivégezték. 1989-ben rehabilitálták és a 301-es parcellában családja újratemette.

## Élete
Édesapja, a középnemesi származású búzafalvi Szobonya Pál banktisztviselőként került Jánoshalmára, édesanyja a falu közéletében jelentős szerepet játszó és közmegbecsülésnek örvendő Zámbó család Ilona nevű lánya. Általános iskoláit helyben, gimnáziumi tanulmányait Hajdúnánáson végezte, majd 1933-ban a Debreceni Egyetemen szerzett jogi diplomát. Doktori címét 1938-ban kapta meg.
1942-ben megnősült, felesége Rumpf Katalin, akitől 3 lánygyermeke született. Csilla 1951-ben, Emőke 1953-ban és Tünde 1954-ben.
1933 és 1940 között közigazgatási gyakornokként dolgozott Jánoshalmán, majd alispáni titkárként Zomborban. 1942-ben Bajára helyezték szolgabírónak. Innen vonult be katonának. Tartalékos főhadnagyként került szovjethadifogságba. Két és fél év után, 1947-ben került haza, és Jánoshalmán járási főjegyzőként dolgozott 1949-ig.
Ügyvédjelöltként, azután került dr. Dénes Dániel jánoshalmi ügyvédi irodájába, miután az iskolák államosítása elleni nyílt szavazata miatt az állami szolgálatból ki kellett lépnie és nyugdíjazták. 
Családjával ekkor már Mélykúton lakott, s így mindkét község bajba jutott embereit képviselte ügyes-bajos dolgaikban. 1950-es években intézte a „kulákoknak” kikiáltott családok ügyeit, sok ember az ő segítségével szerezte meg a nyugdíjhoz való jogát, s ilyen ügyekért még honoráriumot sem fogadott el, sőt az illetékbélyegtől kezdve a perköltséget is saját zsebéből fedezte. Munkásságának és egyéniségének köszönhetően hamarosan köztiszteletben és nagy megbecsülésben volt része a falu lakói körében. Egy 1955-ös ÁVH-s jegyzőkönyv szerint: „Dr. Szobonya Zoltán Jánoshalmán, de főleg Mélykúton a kulákok védőszentje.”
1952 júniusában átlátszó indokkal letartóztatták („nagyobb súlyú malacot vett a törvény szerinti megengedettnél”), de az igazi indok a politikai, erkölcsi alapállása volt. Rendőri felügyelet alá helyezték, kitelepítették Mélykútról, s új lakhelyül Dunavecsét jelölték meg. 1953 nyarán a Nagy Imre-féle amnesztiával szabadult, s tért vissza családjához. Tovább folytatta ügyvédjelölti munkáját a jánoshalmi ügyvédi irodában. 1956 tavaszán felkeresték, adatait felvették, hogy üldöztetéséért rehabilitálják. Erre már az 1956-os forradalom miatt nem került sor.

## A forradalomban betöltött szerepe

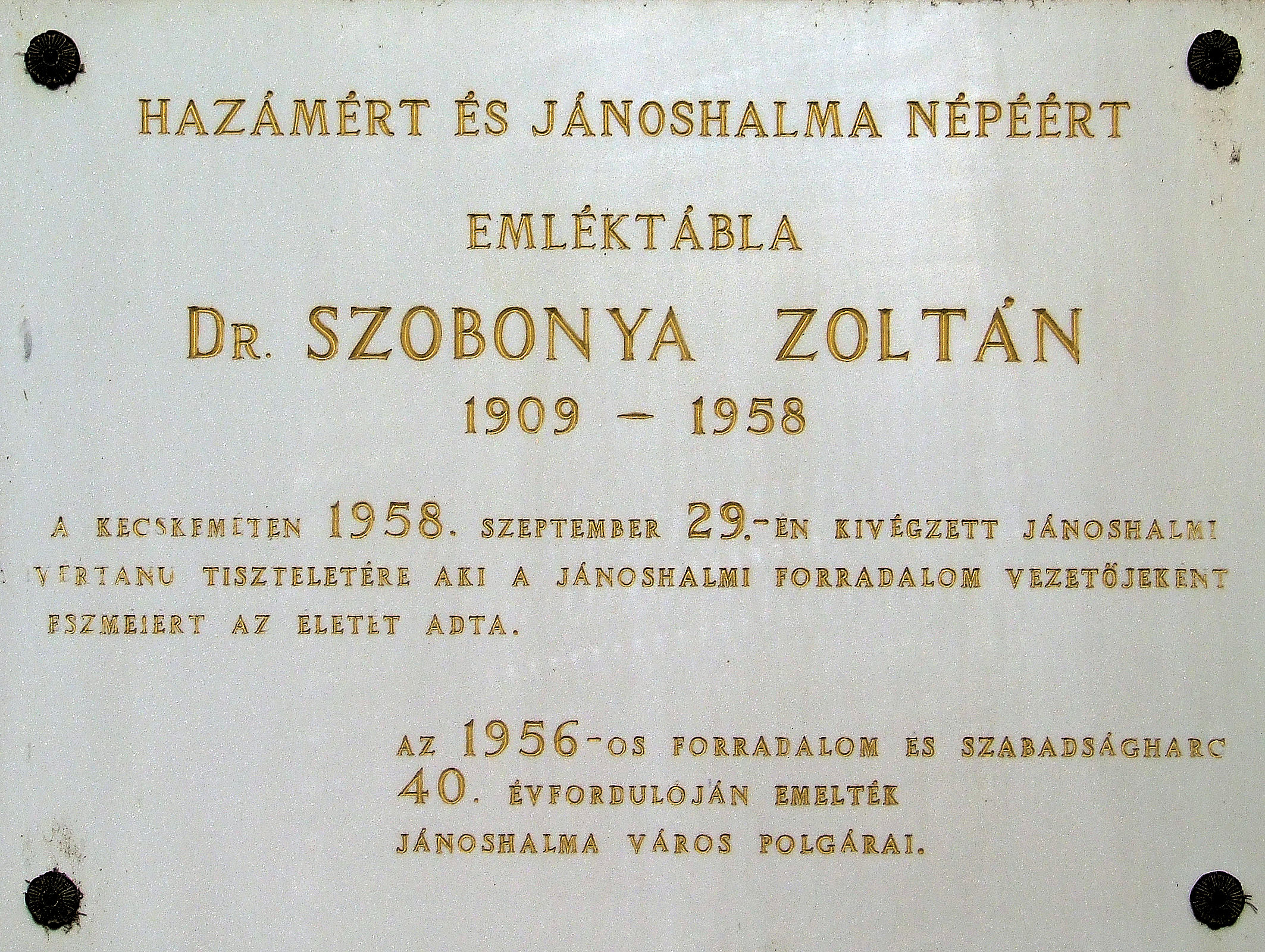

A forradalmi események Jánoshalmán október 26-án kezdődtek. Az addig Jánoshalmára eljutott hírek alapján megindult a készülődés egyik oldalról a forradalom véghezvitelére, másik oldalról annak megakadályozására. Így dr. Szobonya Zoltán számára a forradalom letartóztatással kezdődött. 
A tanácsházán megalakult pártállami „válságstáb” – Földi János párttitkár, Kövi Ernő rendőrparancsnok, Szabó András a fegyveres pénzügyi szakasz vezetője és mások – őrizetbe vétette a forradalom várható vezetőit: dr. Szobonya Zoltánt és Agócs Ferencet a volt községi bírót és a laktanyában fogdába zárták őket. A hír hallatán azonban az emberek az utcára vonultak, és kiszabadították a letartóztatottakat.
A jánoshalmi forradalmi megmozdulásoknak egyik szervezője, majd valóban vezetője lett. A Forradalmi Bizottság titkáraként a forradalom első napjaitól kezdve valódi többpárti demokrácia megteremtésén dolgozott. Közreműködésével ez meg is valósult, lehetővé téve az addigi elnyomó, kommunista párt, a Magyar Dolgozók Pártja működését is, Kövi Ernő vezetésével, helyiséget is kijelölve számára. Újjászervezték a közigazgatást, megszervezte az új forradalmi tanács megválasztását.
A Forradalmi Bizottság határozatot hozott:
- a Tsz-ek fennmaradásának szükségességéről önkéntes alapon, de hatálytalanított a nyári tagosítást
- a Begyűjtési Hivatal feloszlatásáról
- új ipari, kereskedelmi és mezőgazdasági bizottságok szervezéséről, hogy a község életét zökkenőmentessé tegyék
- a honvédség csatlakozása után pedig a rend biztosítására kis létszámú nemzetőrség felállításáról
- a budapestieknek élelmiszer szállításáról

A Forradalmi Bizottság követeléseit 19 pontban fogalmazták meg. Felvették a kapcsolatot a környező községekkel, s segítséget nyújtottak az ottani forradalmi bizottságok megalakulásában, kapcsolatot tartott a kiskunhalasi és bajai forradalmi bizottságokkal. Számára a legfőbb érték az emberi élet volt: mindenkit visszafogott az önbíráskodástól és a személyes bosszútól. Neki köszönhetően Jánoshalmán, a 26-án leadott egy riasztólövésen kívül semmilyen erőszakos cselekmény nem volt, mindvégig rend, élet- és vagyonbiztonság volt.
Az ő kiállásának és igaz hazafiságra buzdító beszédeinek, megnyilvánulásainak nagy szerepe volt abban, hogy a községben működő tüzéralakulat Forradalmi Katonai Tanácsa – akikkel szoros kapcsolata volt – november 4-én hajnalban a szovjet csapatok támadásának hírére katonai előkészületeket tett. Dr. Szobonya Zoltán azonban az éjszakát Mélykúton töltötte, s 4-én délelőtt kilenc óra tájban érkezett át Jánoshalmára. A községben ekkor még az új forradalmi testületek kezében volt az irányítás, dr. Szobonya Zoltánnak is jelentették a katonai előkészületeket, amelyekkel ő egyetértett. Készek voltak a szülőföld fegyveres védelmére, de mikor látták, hogy nem bontakozik ki az országos általános védelmi harc, ők sem áldoztak emberéletet. Délután öt órakor elrendelték a leszerelést, csak járőrözést folytattak. Amikor novemberben a szovjet csapatok végül elérték Jánoshalmát, egyedül maradt a tanácsházán és „fogadta” a vezetőket. A parancsnok akkor még köszönetet mondott neki a rendért és nyugalomért, de ez nem volt enyhítő körülmény későbbi perben.
1957 februárjában letartóztatták, „A demokratikus államrend megdöntésére irányuló szervezkedés kezdeményezés és vezetésének bűntette” vádjával. A legsúlyosabb tette, hogy a jánoshalmi Forradalmi Bizottság titkáraként a szovjet csapatok elleni katonai előkészületeket irányította, noha dr. Szobonya Zoltán csak a polgári, civil életet szervezte, de természetesen kapcsolatot tartott a tüzérlaktanya parancsnokával, a rend megőrzése érdekében. A koncepciós per vádja arra a feltételezésre épült, hogy ha jöttek volna a szovjet csapatok, akkor lőttek volna. A bíró a tárgyaláson megjegyezte: "Itt hajlíthatatlan életelvekkel állunk szemben".
Mivel vádlóival politikai kompromisszumot nem volt hajlandó kötni, az ítélet kötél általi halál volt, amit – a benyújtott kegyelmi kérvény ellenére – 1958. szeptember 29-én a kecskeméti börtönben végre is hajtottak. Kivégzésekor utolsó szavai ezek voltak: „Hazámért és Jánoshalma népéért!”

## Rehabilitálása
1989. szeptember 29-én a család dr. Szobonya Zoltán földi maradványait Kecskemétről felhozatta Budapestre és a 301. parcellában, a hősök temetőjében méltóképpen eltemette. Családja 1991. október 24-én az Országházban a köztársasági elnöktől posztumusz kitüntetését vette át. 1992. október 23-án szülővárosában, Jánoshalmán az egykori Szabad Május tér vette fel a mártír, dr. Szobonya Zoltán nevét. 1993. szeptember 29-e óta emléktábla hirdeti vértanúságát a kecskeméti börtön falán. Október 23-án Jánoshalmán és 2004. október 23-án Mélykúton szintén emléktáblát avattak tiszteletére. Jánoshalma díszpolgára, Mélykúton pedig megkapta a „Mélykút községért” díjat.